# Waidstädte
Als Waidstädte werden die fünf Städte bezeichnet, die im mittelalterlichen und frühneuzeitlichen Thüringen das Recht hatten, auf ihren Märkten mit Färberwaid zu handeln. Es handelte sich beim Färberwaid um ein sehr teures Gut. Nur wenige Städte hatten das Privileg, Handel von Färberwaid durch Waidhändler zuzulassen. Der Handel war überaus gewinnbringend und führte in den Waidstädten zu einem vergleichsweise hohen Wohlstand.

## Topographische Ausdehnung des Waidanbaus in Thüringen

### Die Handels- und Anbauzentren des Waid

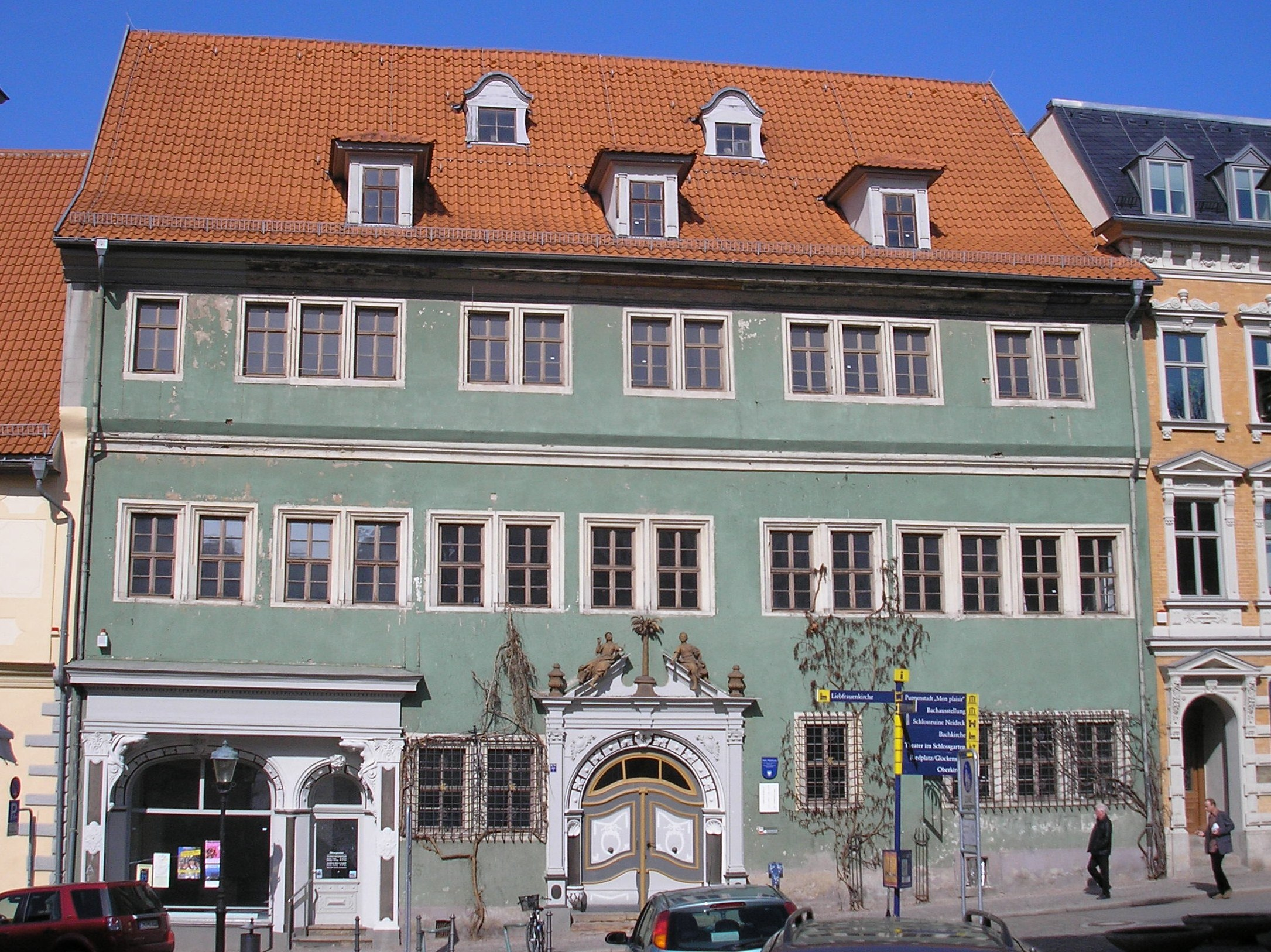
Das Haus zum Palmbaum am Markt in Arnstadt ist ein typisches Waidhändlerhaus

Die fünf Thüringer Waidstädte liegen im Thüringer Becken, das dem Anbau von Färberwaid optimale Bedingungen bot:
- Erfurt als führende Waidhandelsstadt, deren Reichtum sich zu erheblichen Teilen auf den Handel mit Waid stützte
- Arnstadt, 20 Kilometer südlich von Erfurt
- Gotha, 20 Kilometer westlich von Erfurt
- Langensalza, 30 Kilometer nordwestlich von Erfurt
- Tennstedt, 30 Kilometer nördlich von Erfurt

Charakteristisch für diese Städte sind die großen Waidhändlerhöfe in der Nähe der Marktplätze, die zu den eindrucksvollsten Bürgerhäusern des Spätmittelalters und der frühen Neuzeit zählen. Die im gotischen oder im Renaissance-Stil erbauten Gebäude verfügen meist über steinerne Erdgeschosse mit prunkvollen Tordurchfahrten zu den Hintergebäuden sowie Obergeschosse aus Fachwerk.

### Die Randzonen
Auch einige andere Städte hatten das Recht, mit Waid zu handeln. Da sie jedoch nur am Rand des Anbaugebiets lagen, war der Handel dort weder so umfangreich noch so profitabel wie in den fünf Waidstädten des Thüringer Beckens. Diese Städte waren:
- Greußen, 35 Kilometer nördlich von Erfurt
- Mühlhausen, 50 Kilometer nordwestlich von Erfurt
- Naumburg, 65 Kilometer nordöstlich von Erfurt
- Weimar, 20 Kilometer östlich von Erfurt
- Weißensee, 30 Kilometer nördlich von Erfurt

Auch die Weiterverhandlung von Waid in Europa war stark monopolisiert. Einige Städte erhielten Stapelrechte für dieses profitable Handelsgut verliehen. Zu den bedeutendsten Handelszentren für Waid gehörten im Deutschen Reich: Nürnberg für den Waidhandel im oberdeutschen Raum, Frankfurt am Main für den rheinischen Raum, Lübeck für den Ost- und Nordseehandel sowie Görlitz für den Waidhandel in Ost- und Südosteuropa.

## Anfänge und Entwicklung des Waidanbaus

### Spezialisierung der Landwirtschaft seit dem 13. Jahrhundert
Vom großflächigen Waidanbau in Thüringen erfahren wir erstmals aus Urkunden der Thüringer Landgrafen, schon im 13. Jahrhundert begann in der Landwirtschaft in Thüringen in einigen Regionen Mittelthüringens eine Spezialisierung auf Waid- und Gespinstpflanzen (z. B. Flachs), diese versprachen höhere Gewinnspannen. Die gleichzeitige Umstellung anderer Gebiete auf Textilproduktion – z. B. in Schlesien und Hessen – sicherten den Absatz. Das noch auf Dreifelderwirtschaft beruhende landwirtschaftliche Anbausystem musste angepasst werden, die Sonder- und Spezialkulturen waren besonders im Wechsel mit Getreideanbau geeignet. Die fehlenden Einkünfte aus Hut- und Weiderechten für die Grundherren, Städte und Territorialherren mussten kompensiert werden, daher entstand ein ganzes System von Steuern und Abgaben um den Waidanbau und seine Verarbeitung.

### Arbeitsteilung
Anbau und Verarbeitung vollzog sich in Arbeitsteilung: Die 140 nachweisbaren Waidmühlsteine in Thüringens Dörfern belegen die Anbaustätten und das Herstellen der Halbfabrikate – der faustgroßen Waidbällchen. Diese durften nur in den Städten zum Waidpulver weiterverarbeitet werden und bildeten die Grundlage der Waidmanufakturen. Der Verarbeitungsprozess beinhaltete das Trocknen der Waidballen, Zerreiben und Mahlen, Sieben und Verpacken (in Fässern).
Die Produktionsmenge und Qualität des Endproduktes wurde durch spezielle städtische Beamte überwacht.

### Waidhandel
Der Waidhandel erfolgte zunächst durch Fernhändler, die dieses Produkt neben anderen an den Markttagen aufkauften und mit eigenem Gewinn weiterverkauften, die Gewinnspanne lag um 20–25 Prozent. Bereits im 15. Jahrhundert schlossen sich Kaufleute auch zu Waidhandelsgesellschaften zusammen, um durch ihre wachsende Marktmacht noch höhere Gewinne zu erzielen. Speziell im Jenaer und Nordhäuser Waidhandel hatte sich eine Familie Swellingrobil an die Spitze gesetzt und handelte in großem Stil nach Bremen und Görlitz, ab 1489 nach Hayn.

### Der Niedergang des Thüringer Waidanbaus
Erträge und Qualität des Waid sanken seit der zweiten Hälfte des 16. Jahrhunderts, dies wurde durch die zunehmende Bodenunfruchtbarkeit bewirkt, da man inzwischen auf den Fruchtwechsel zu verzichten begann und kontinuierlich Waid anbaute. Unkräuter und Schädlinge breiteten sich so in den Anbaugebieten aus. Erst ab 1620 begann das Färbemittel Indigo das Waidpulver in den deutschen Textilfärbereien zu verdrängen, die Waidproduktion lief aber weiter.
Verheerende Auswirkung hatte der Dreißigjährige Krieg; die Risiken, beginnend mit der zweijährigen Anbauzeit der Waidpflanze, den unsicheren Transportwegen im Fernhandel und der monatelange Verarbeitungsprozess machten dem Waidhandel zu schaffen. Zudem waren Getreideanbau und -handel nun hochprofitabel.
In Weimar wurde der Waidhandel 1619 eingestellt, in Greußen 1621, in Arnstadt 1627. Erfurt hatte 1755 noch fünf Waidhändler verzeichnet, die Langensalzaer Waidgilde wurde 1811 aufgelöst.